# Dimitris Domazos
Dimitris Domazos (en griego: Δημήτρης Δομάζος) (Ampelokipi, Atenas, 22 de enero de 1942-Atenas, 24 de enero de 2025) fue un futbolista griego, considerado uno de los mejores jugadores de Grecia.

## Carrera deportiva
Fue estrella del plantel que llegó hasta la final de la Copa de Campeones de Europa 1970-71, donde cayeron derrotados frente al Ajax de Amsterdam de Rinus Mitchel.
Su partido despedida fue un amistoso contra Boca Juniors en el Estadio Olímpico de Atenas en agosto de 1984, dos años después de que Domazos hubiese dejado la actividad deportiva.
Fue uno de los portadores de la antorcha olímpica en los JJOO de Atenas 2004.

## Clubes
| Club          | País   | Temporada | PJ  | Goles |
| ------------- | ------ | --------- | --- | ----- |
| Panathinaikos | Grecia | 1959-1978 | 498 | 134   |
| AEK Atenas    | Grecia | 1978-1979 | 34  | 5     |
| Panathinaikos | Grecia | 1980      | 12  | 0     |

## Palmarés

### Campeonatos nacionales
| Títulos             | Club          | País   | Año  |
| ------------------- | ------------- | ------ | ---- |
| Superliga de Grecia | Panathinaikos | Grecia | 1960 |
| Superliga de Grecia | Panathinaikos | Grecia | 1961 |
| Superliga de Grecia | Panathinaikos | Grecia | 1962 |
| Superliga de Grecia | Panathinaikos | Grecia | 1964 |
| Superliga de Grecia | Panathinaikos | Grecia | 1965 |
| Copa de Grecia      | Panathinaikos | Grecia | 1967 |
| Copa de Grecia      | Panathinaikos | Grecia | 1969 |
| Superliga de Grecia | Panathinaikos | Grecia | 1969 |
| Superliga de Grecia | Panathinaikos | Grecia | 1970 |
| Supercopa de Grecia | Panathinaikos | Grecia | 1970 |
| Superliga de Grecia | Panathinaikos | Grecia | 1972 |
| Copa de Grecia      | Panathinaikos | Grecia | 1977 |
| Superliga de Grecia | Panathinaikos | Grecia | 1977 |
| Superliga de Grecia | AEK Atenas    | Grecia | 1979 |